# Glauberit
Glauberit ist ein verbreitet, aber nur lokal häufiger vorkommendes Mineral aus der Mineralklasse der „Sulfate und Verwandte“ (siehe Klassifikation) mit der chemischen Zusammensetzung CaNa2[SO4]2 und ist damit chemisch gesehen ein Calcium-Natrium-Sulfat.
Glauberit kristallisiert im monoklinen Kristallsystem und entwickelt bis zu zehn Zentimeter große, tafelige, prismatische oder dipyramidale Kristalle. In reiner Form ist Glauberit farblos und durchsichtig. Durch Fremdbeimengungen kann er aber auch eine graue oder schwach gelbliche Farbe annehmen.

## Etymologie und Geschichte
Glauberit wurde erstmals 1808 von M. Dumeril in der Typlokalität in der Nähe von Villarrubia de Santiago in der spanischen Provinz Kastilien-La Mancha gefunden und von Alexandre Brongniart beschrieben. Er benannte das Mineral nach Johann Rudolph Glauber, der das dem Glauberit ähnliche Natriumsulfat (Glaubersalz) entdeckte und beschrieb.
Typmaterial des Minerals wird im Muséum national d’histoire naturelle in Paris unter den Katalog-Nr. 23.400 bis 23.402 aufbewahrt.

## Klassifikation
In der alten (8. Auflage) und neuen Systematik der Minerale nach Strunz (9. Auflage) gehört der Glauberit zur Abteilung der „Wasserfreien Sulfate ohne fremde Anionen“. Die neue Strunz’sche Mineralsystematik unterteilt hier allerdings präziser nach der Größe der beteiligten Kationen und das Mineral steht daher jetzt entsprechend in der Unterabteilung „Mitausschließlich großen Kationen“, wo er als einziges Mitglied die unbenannte Gruppe 7.AD.25 bildet.
Die im englischen Sprachraum gebräuchliche Systematik der Minerale nach Dana ordnet den Glauberit ebenfalls in die Klasse der Sulfate, dort allerdings in die Abteilung der „Wasserfreien Säuren und Sulfate mit verschiedenen Formeln“, wo er ebenfalls als einziges Mitglied die unbenannte Gruppe 28.4.2 bildet.

## Kristallstruktur
Glauberit kristallisiert im monoklinen Kristallsystem in der Raumgruppe C2/c (Raumgruppen-Nr. 15) mit den Gitterparametern a = 10,13 Å; b = 8,31 Å; c = 8,53 Å und β = 112,2° sowie vier Formeleinheiten pro Elementarzelle.

## Eigenschaften

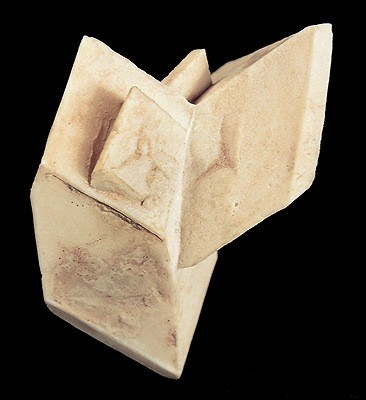
Gipskristalle haben sich auf Glauberit gebildet

Da Natriumsulfat wasserlöslich ist, ist auch Glauberit teilweise wasserlöslich, dabei scheiden sich andere Minerale wie Gips ab. Dies geschieht auch an feuchter Luft, daher ist das Mineral an dieser nicht beständig und es bilden sich Ausblühungen und Krusten an Gips.

## Bildung und Fundorte
Glauberit bildet sich unter trockenen Bedingungen in Evaporiten, Sedimenten und Salzseen. Auch als Niederschlag durch Sublimation in Fumarolen, in Höhlen von basaltischer Lava und in Nitratlagerstätten kann sich Glauberit bilden. Es ist in Evaporiten vergesellschaftet mit Halit, Polyhalit, Anhydrit, Gips, Thénardit und Mirabilit; in Fumarolen mit Thénardit und Sassolin; in Nitratvorkommen mit Thénardit und Blödit.
Als eher seltene Mineralbildung kann Glauberit an verschiedenen Fundorten zum Teil reichlich vorhanden sein, insgesamt ist er aber wenig verbreitet. Als bekannt gelten aktuell (Stand Mai 2016) rund 130 Fundorte. Neben der Typlokalität zählen Douglashall bei Westeregeln in Sachsen-Anhalt (Deutschland), Hallstatt in Österreich, Varangéville in Frankreich, Antofagasta in Chile, dem Großen Salzsee und weiteren Orten in den Vereinigten Staaten, Gypsumville in Kanada, Lochiel in South Australia, Vulcano in Italien sowie Surtsey in Island.

## Verwendung
Glauberit dient lokal als Grundlage für die Produktion von Natriumsulfat. Früher wurde es auch für die Sodagewinnung abgebaut.